# Olivier Van Hoofstadt
Olivier Van Hoofstadt est un réalisateur et scénariste belge.

## Biographie
Né en Belgique, Olivier Van Hoofstadt réalise son premier film, Films de guerre entre amis, à l’âge de douze ans. Il a co-écrit et réalisé plusieurs courts-métrages avec Olivier Legrain, notamment Snuff Movie (avec Marion Cotillard) et Keo et Parabellum (avec José Garcia).
Le public le découvre en 2006 grâce à la sortie de Dikkenek, son premier long-métrage produit par Eric Bassoff et Marc Libert. En 2008, il réalise son deuxième long-métrage, Go Fast, film d'action inspiré de faits réels.

## Filmographie

### Réalisateur

#### Courts métrages
- 1995 : Snuff Movie
- 1997 : Parabellum
- 1997 : Keo
- 1997 : Body Bag (documentaire)
- 2016 : A/K, co-écrit par Sophie Galibert

#### Longs métrages
- 2006 : Dikkenek, produit par Luc Besson
- 2008 : Go Fast
- 2016 : Sketté
- 2020 : Lucky
- 2023 : Veuillez nous excuser pour la gêne occasionnée

### Scénariste
- 1997 : Parabellum (court-métrage)
- 2006 : Dikkenek